# Лимфа (мифология)
Ли́мфа (лат. Lympha, мн. ч. Lymphae) — древнеримское божество пресной воды. Она входила в список двенадцати сельскохозяйственных божеств, которых Варрон назвал покровителями римских земледельцев, «потому что без влаги работа на земле бесплодна и жалка». Лимфы часто связывались с Фонсом, богом фонтанов и источников. Лимфа представляет собой «функциональную суть» пресной воды, согласно концептуальному подходу Майкла Липки к римским божествам, или, в более общем смысле, влагу.
Витрувий указывает некоторые особенности образа Лимфы в разделе своего труда «Об архитектуре», в котором он описывает, как проект здания храма (aedes) должен отражать природу божества, которое будет в нем размещено:
Для храмов Венеры, Флоры, Прозерпины и нимф источников подходящими будут особенности коринфского ордера, потому что, ввиду нежности этих божеств, должное благообразие их храмов увеличится применением в них форм более стройных, цветистых и украшенных листьями и завитками.
Название «лимфа» означает то же, что «нимфа», но они не полностью взаимозаменяемы. Одно из посвящений в честь восстановленного водоснабжения было сделано nymphis lymphisque augustis, «для нимф и августейших лимф», то есть между ними делалось различие, как и в отрывке из Августина, где тот пишет, что древние евреи «не стали почитать Нимф и Лимф, когда камень от удара жезла исторг для них, жаждущих, воду». В поэтическом употреблении слово «лимфы» как имя нарицательное, во множественном или, реже, в единственном числе, может означать источник пресной воды или просто «воду»; это имя можно сравнить с его частым спутником — именем Фонс, которое означает «источник», но также принадлежит божеству источников.
Когда Лимфа появляется в списке имён божеств, она предстаёт как объект религиозного поклонения, воплощающий божественный аспект воды. Как и некоторые другие божества, фигурирующих в обоих числах (например, Фавн/фавны), она может быть и единой, и множеством. Именно она посылала поклоняющимся ей свежую воду, так же как Либер давал вино, а Церера — зерно.

## Имя и функции
Происхождение слова lympha неясно. Первоначально оно могло звучать как lumpa или limpa, будучи связано с прилагательным limpidus, означающим «чистый, прозрачный», особенно применительно к жидкостям. Также встречается промежуточная форма lumpha. По-видимому, правописание этого слова находилось под влиянием греческого слова νύμφα («нимфа»).
О том, что Лимфа — италийское божество, говорит оскский когнат diumpā- (дошедший до нас в дательном падеже: diumpaís, «для лимф») с характерным чередованием d/l. Лимфы появляются в Tabula Agnonensis как одно из 17 самнитских божеств, включающих эквиваленты Флоры, Прозерпины и, возможно, Венеры (именно этих божеств Витрувий относил к одной категории с лимфами), а также нескольких богов из списка 12 божеств земледелия, приведённого Варроном. На оскской табличке лимфы появляются в группе божеств, дарующих влагу для злаков. В основанной на этрусках космологической схеме Марциана Капеллы лимфы размещены во второй из 16 небесных областей, с Юпитером, Квирином, Марсом (богами, составлявшими архаическую триаду), Военным Ларом, Юноной, Фонсом и малоизвестными итало-этрусскими новенсилами. Одна надпись I века н. э. была посвящена лимфам и Диане.
Италийские лимфы были связаны с культами исцеления. Ютурну, которую обычно называют «нимфой», Варрон обозначает как лимфу: «Ютурна [Iuturna] — это лимфа, которая помогает [iuvaret]: поэтому многие больные из-за её имени имеют обыкновение искать [просить] эту воду», таким образом связывая её имя со словом «помогать». Святилище Ютурны было при источнике воды на Римском форуме, который привлекал людей, ищущих исцеления; Проперций связывал его силу с озёрами Альбано и Неми, где находилось знаменитое святилище Дианы Неморенской. Ютурна, которую Сервий называет словом fons («источник»), также почиталась за даруемую ею воду и считалась матерью бога Фонса.
Найденная в Цизальпийской Галлии надпись связывает лимф с Vires, «Силами», представлявшими собой группу мужских божеств. Артур Бернард Кук в своём монументальном труде «Зевс» объяснял это тем, что лимфы покровительствовали жидкости, течению, в том числе, следовательно, и семенной жидкости. В качестве дополнения к Силам лимфы (и нимфы, с которыми они тесно отождествлялись) воплощают желание производить потомство, таким образом, эти водные божества также связаны с браком и родами. В одной из своих элегий Проперций обыгрывает сексуальный оттенок влаги, предостерегая от теофании против воли богов: «Пусть боги пошлют тебе другой источник [fontes, „источники“]: эта влага [lympha] // вдали от хоженых троп струится только для девушек».
Поэты эпохи Августа часто играют с двойным значением lympha — и «источник воды», и «нимфа». В поэзии Горация лимфы работают, танцуют, шумят, они разговорчивы, а когда они злятся, они вызывают засуху, пока их ритуалы не возобновят. Однако, когда в рукописях первая буква формы -ympha стёрта или нечитаема, слово обычно читается как nympha, а не как менее распространённая lympha.

## Божественное безумие

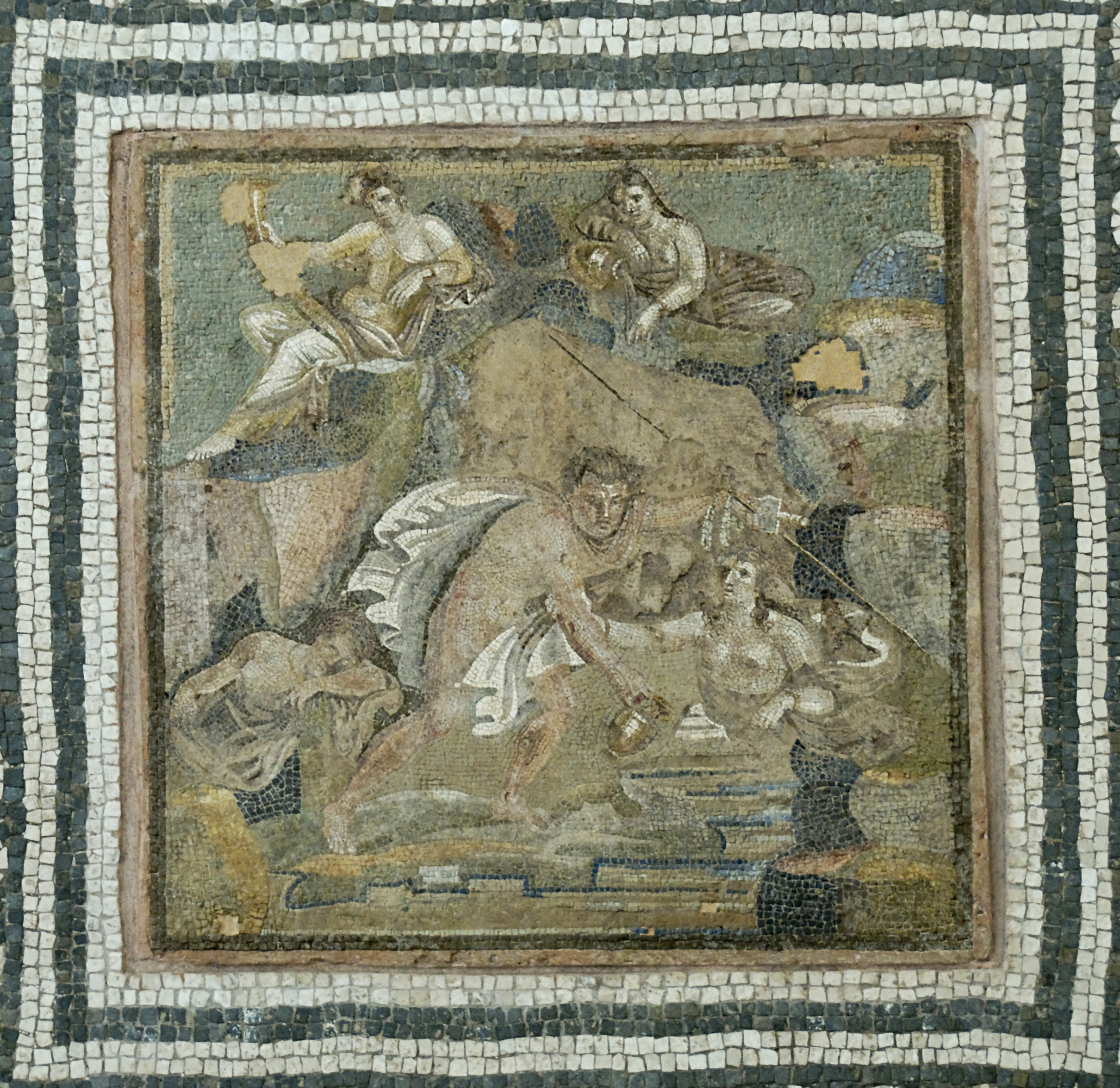
Римская мозаика с похищением Гиласа нимфами

В религиях древней Греции, Рима и кельтов водные богини обычно были источниками вдохновения или божественного откровения, которое может иметь вид безумия или бешенства. В греческом языке «нимфолепсия» («захват нимфами») была в первую очередь «умножением знаний и речевых навыков» в результате воздействия нимф на человека. Также этот термин означал физическое похищение человека нимфами, как в мифе о Гиласе, и, как следствие, он стал эвфемизмом или метафорой смерти, о чем свидетельствуют как греческие, так и римские эпитафии. Человека, который был религиозно предан нимфам, также могли называть «нимфолептом».
Латинский глагол lympho, lymphare означает «сводить с ума» или «быть в состоянии безумия», прилагательные lymphaticus и lymphatus означают «бешеный, невменяемый», а абстрактное существительное lymphatio обозначает само это состояние. Вергилий использует прилагательное lymphata только один раз, в «Энеиде», чтобы описать безумие Аматы, жены Латина, подстрекаемой фурией Алекто и неистовствующей вопреки mos (социально одобряемому поведению).
У греков культ нимф был частью экстатической орфической или дионисийской религии. Прилагательное lymphatus «весьма сильно напоминало о вакхическом безумии», и римский драматург Пакувий (220—130 до н. э.) явно связывает его с sacra Bacchi, «обрядами Вакха». Р. Б. Онианс объяснял «текучий характер» экстатических богов в контексте древних теорий о связи тела и разума, где сухость — качество рациональности, а жидкость порождают эмоции. Вода как источник божественного, даже неистового вдохновения связывает лимф с латинскими каменами, которые отождествляются с музами.
В своей записи о Lymphae лексикограф Фест отмечает, что греческое слово nympha повлияло на латинское название, и уточняет:
Распространено поверье, что кто увидит некое видение в источнике, а именно появление нимфы, — не оставит безумия. Греки зовут этих людей numpholêptoi, а римляне — lymphatici.
Поскольку состояния сумасшествия, одержимости и болезни не всегда строго различались в древности, «нимфолепсия» стала считаться болезненным и нежелательным состоянием. Исидор сравнивает с ней греческую гидрофобию, буквально «боязнь воды», и говорит, что «lymphaticus — это слово для того, кто заражается болезнью от воды, заставляя его бегать туда-сюда, или от болезни, которая берётся из тока воды». Также он добавляет, что в поэзии lymphatici — это «безумцы».
Во время христианизации Империи в поздней Античности положительные эффекты одержимости нимфой были забыты, а самих нимф отождествили с падшими ангелами и опасными существами, такими как Ламия и Гелло. Тертуллиан подтверждает с христианской точки зрения опасения, что нечистые духи могут скрываться в источниках воды, отмечая, что людей, которых воды убили или довели до безумия или ужасного состояния, называются «пойманными нимфами (нимфолептами), или лимфатиками, или гидрофобами».

## Комментарии
1. ↑  Цитируется по переводу Ф. А. Петровского (1936). В оригинале говорится, по различным прочтениям, Fontium Lumphis («лимф источников») либо Fonti Lumphis («Фонса, лимф»).
2. ↑  Одновременные единство и множественность этих божеств — пример монотеистических тенденций в древней религии: «Низшие боги были исполнителями или проявлениями божественной воли, а не независимыми принципами реальности. Как бы их ни называли — богами, демонами, ангелами или нуменами, — эти бессмертные существа были эманациями Единого»: Michele Renee Salzman, "Religious koine in Private Cult and Ritual: Shared Religious Traditions in Roman Religion in the First Half of the Fourth Century CE," in A Companion to Roman Religion (Blackwell, 2007), p. 113. Нимфы, с которыми отождествлялись лимфы, относились к существам, населяющим леса и рощи (silvas, nemora, lucos) и пруды, источники и ручьи (lacus, fontes ac fluvios), согласно Марциану Капелле (II, 167), который перечисляет этих существ: панов, фавнов, фонсов, сатиров, сильванов, нимф, фатуев и фатуй (fatui, fatuae/fautuae), а также таинственных фанов (Fanae), от которых предположительно получил имя fanum (священный участок или храм).